# Élections étatiques de 2024 dans l'État de Quintana Roo
Les élections étatiques de 2024  dans l'État de Quintana Roo se tiennent le 2 juin 2024, afin d'élire les 25 membres du congrès étatique de l'État de Quintana Roo, pour un mandat de trois ans.

État de Quintana Roo.

## Mode de scrutin
Le Congrès d'État de Quintana Roo est constitué de  députés, élus selon un système mixte.  députés sont élus au scrutin uninominal majoritaire à un tour dans autant de circonscriptions, tandis que les  députés restants sont élus au scrutin proportionnel plurinominal. Les électeurs n'ont cependant qu'un seul vote.

## Résultats
|                                                |                                                |                                              |           |       |       |               |               |    |               |               |  |  |  |  |
| Parti                                          | Parti                                          | Parti                                        | Voix      | %     | +/-   | C             | +/−           | L  | Total         | +/-           |  |  |  |  |
|                                                |                                                | Mouvement de régénération nationale (MORENA) | 362 292   | 46,34 | 14,38 | 9             | 2             | 4  | 13            | 3             |  |  |  |  |
|                                                | Parti vert écologiste du Mexique (PVEM)        | 136 957                                      | 17,52     | 5,97  | 3     | 2             | 2             | 5  | 3             |               |  |  |  |  |
|                                                | Parti du travail (PT)                          | 30 772                                       | 3,94      | 0,50  | 3     | 1             | 0             | 3  | 1             |               |  |  |  |  |
| Total coalition Continuons de faire l’histoire | Total coalition Continuons de faire l’histoire | 530 021                                      | 67,80     | 6,46  | 15    | en stagnation | 6             | 21 | en stagnation |               |  |  |  |  |
|                                                |                                                | Parti action nationale (PAN)                 | 96 158    | 12,30 | 0,83  | 0             | en stagnation | 2  | 2             | 1             |  |  |  |  |
|                                                | Parti révolutionnaire institutionnel (PRI)     | 38 796                                       | 4,96      | 0,12  | 0     | en stagnation | 1             | 1  | en stagnation |               |  |  |  |  |
|                                                | Parti de la révolution démocratique (PRD)      | 20 519                                       | 2,62      | 0,51  | 0     | en stagnation | 0             | 0  | en stagnation |               |  |  |  |  |
| Total Force et coeur pour Quintana Roo         | Total Force et coeur pour Quintana Roo         | 155 473                                      | 19,89     | 3,84  | 0     | en stagnation | 3             | 3  | 2             |               |  |  |  |  |
|                                                | Mouvement citoyen (MC)                         | Mouvement citoyen (MC)                       | 81 348    | 10,40 | 0,50  | 0             | en stagnation | 1  | 1             | en stagnation |  |  |  |  |
|                                                | Plus d'appui social (MAS)                      | Plus d'appui social (MAS)                    | 14 933    | 1,91  | 5,35  | 0             | en stagnation | 0  | 0             | 1             |  |  |  |  |
|                                                |                                                |                                              |           |       |       |               |               |    |               |               |  |  |  |  |
| Suffrages exprimés                             | Suffrages exprimés                             | Suffrages exprimés                           | 781 775   | 96,17 |       |               |               |    |               |               |  |  |  |  |
| Votes nuls                                     | Votes nuls                                     | Votes nuls                                   | 31 161    | 3,83  |       |               |               |    |               |               |  |  |  |  |
| Total                                          | Total                                          | Total                                        | 812 936   | 100   | -     | 15            | en stagnation | 10 | 25            | en stagnation |  |  |  |  |
| Abstention                                     | Abstention                                     | Abstention                                   | 647 166   | 44,32 |       |               |               |    |               |               |  |  |  |  |
| Inscrits/Participation                         | Inscrits/Participation                         | Inscrits/Participation                       | 1 460 102 | 55,68 |       |               |               |    |               |               |  |  |  |  |